# اچ‌ام‌اس بلانش (۱۷۸۶)
اچ‌ام‌اس بلانش (۱۷۸۶) (به انگلیسی: HMS Blanche (1786)) یک کشتی بود که طول آن ۱۲۹ فوت (۳۹٫۳ متر) بود. این کشتی در سال ۱۷۸۶ ساخته شد.